# GameStats
GameStats é um website que mantém uma supervisão sobre a disponibilidade de matérias sobre jogos eletrônicos de outros websites, principalmente as do Game Rankings. GameStats foi fundada pela IGN em 2002. Para diferenciar-se de websites semelhantes, a GameStats inclui um "GPM", um sistema que significa "Game Popularity Meter" (em português, "Medidor de Popularidade do Jogo"). Este sistema vigia a frequência que uma página para o jogo é acessada, além de outras coisas. Como esperado, ele também inclui uma nota média da crítica e uma nota média de fãs, combinando-as na "GS Score" ("nota GS"). Alguns jogos, contudo, já possuem notas antes de eles mesmos serem lançados, fazendo com que sejam suspeitas as notas de fãs. O seu concorrente principal é a CNET, da Game Rankings. Apesar da Rotten Tomatoes, da IGN, incluir notas médias de matérias sobre jogos, ele é amplamente focado em filmes.